# Apeira olivaria
Apeira olivaria là một loài bướm đêm trong họ Geometridae.